# Wyścigowe Samochodowe Mistrzostwa Polski 2008
Sezon 2008 był pięćdziesiątym drugim sezonem Wyścigowych Samochodowych Mistrzostw Polski.

## Kalendarz
Źródło: pzm.pl
| Data               | Tor                  | Miejsce    | Klasa               |
| ------------------ | -------------------- | ---------- | ------------------- |
| 18–20 kwietnia     | Tor Poznań           | Poznań     | WSMP, DSMP, Formuła |
| 16–18 maja         | Autodrom Most        | Most       | WSMP, DSMP, Formuła |
| 13–15 czerwca      | Hungaroring          | Mogyoród   | WSMP                |
| 26–27 czerwca      | EuroSpeedway Lausitz | Klettwitz  | Formuła             |
| 25–27 lipca        | Tor Poznań           | Poznań     | WSMP, DSMP, Formuła |
| 22–24 sierpnia     | Piešťany Airport     | Pieszczany | WSMP                |
| 5–7 września       | Tor Poznań           | Poznań     | WSMP, DSMP, Formuła |
| 19–21 września     | Masaryk Circuit      | Brno       | Formuła             |
| 18–19 maja         | Tor Poznań           | Poznań     | WSMP, DSMP, Formuła |
| 24–25 października | Masaryk Circuit      | Brno       | DSMP                |

## Mistrzowie
Źródło: chronopn.neostrada.pl
| Klasa          | Kierowca                           | Samochód            | Zespół                                          |
| -------------- | ---------------------------------- | ------------------- | ----------------------------------------------- |
| DSMP           | Teodor Myszkowski Stefan Biliński  | Porsche 997 GT3     | Lukas Motorsport 1                              |
| DSMP kl.3      | Patryk Pachura Jakub Marcinkiewicz | SEAT León           | Pachura Motorsport 1                            |
| DSMP kl.2      | Luis Scarpaccio Fabio Ghizzi       | Alfa Romeo 156      | Nostress Motorsport 2                           |
| DSMP kl.1      | Maciej Garstecki Artur Czyż        | Fiat Panda          | Garstecki-Czyż                                  |
| DIV 4 pow.3500 | Maciej Stańćo                      | Porsche 997 GT3 Cup | Automobilklub Kielecki - Fuchs Star Moto Racing |
| DIV 4 do 3500  | Adam Gładysz                       | Volkswagen Jetta    | Automobilklub Kielecki - Gładysz Racing         |
| DIV 4 do 2000  | Tomasz Gajewski                    | Renault Clio RS     | Automobilklub Rzemieślnik                       |
| DIV 4 do 1400  | Maciej Gramza                      | Fiat Cinquecento    | Automobilklub Wielkopolski                      |
| DIV 2          | Maurycy Kochański                  | Dallara F395        | Automobilklub Rzemieślnik                       |